# Symmachia multesima
Symmachia multesima är en fjärilsart som beskrevs av Hans Ferdinand Emil Julius Stichel 1910. Symmachia multesima ingår i släktet Symmachia och familjen Riodinidae. Inga underarter finns listade i Catalogue of Life.